# Jinshan (köping i Kina, Jiangsu)
Jinshan (kinesiska: 金山, 金山镇) är en köping i Kina. Den ligger i provinsen Jiangsu, i den östra delen av landet, omkring 330 kilometer norr om provinshuvudstaden Nanjing. Antalet invånare är 39685. Befolkningen består av 21 514 kvinnor och 18 171 män. Barn under 15 år utgör 23,0 %, vuxna 15-64 år 65 %, och äldre över 65 år 11,0 %.
Genomsnittlig årsnederbörd är 1 098 millimeter. Den regnigaste månaden är juli, med i genomsnitt 341 mm nederbörd, och den torraste är januari, med 10 mm nederbörd.